# Polylepis lanuginosa
Polylepis lanuginosa là một loài thực vật thuộc họ Rosaceae. Đây là loài đặc hữu của Ecuador.